# 국군수송사령부
국군수송사령부(國軍輸送司令部, R.O.K. Transportation Command)는 군의 수송지원에 관한 업무를 관장하고 연합 및 합동작전 수행에 필요한 수송 지원을 위하여 설치된 대한민국 국방부 직할 기능사령부이다. 부대의 모토는 "우리는 국군을 움직인다"이다.
1954년 3월 5일 부산직할시에서 제3항만사령부로 최초 창설되었으며 1975년 4월 1일 육군수송사령부로 개편되었다. 1989년부터 818 계획을 통해 통합 작전의 효율성 제고를 위하여 국방부 직할부대로서의 개편 필요성이 제기됨에 따라 1999년 3월 2일 기존의 육군 소속에서 국방부 직할부대로 개편되어 부대명칭이 현재의 국군수송사령부가 되었다.

## 조직 구성
| - 기획처 - 지원처(대령) - 수송처 - 감찰실(소령) - 정보체계실 | - 본부근무대(소령) - 항만운영단(대령)(부산) - 본부중대 - 제662수송대대(중령) - 제1중자동차중대 - 제2중자동차중대 - 제5컨테이너수송중대 - 제665항만대대(중령) - 제1항만중대 - 제2항만중대 - 제5컨테이너항만중대(소령)(진해) - 해안양륙지원중대 - 제1철도수송지원대(중령) - 권역별 수송지원반(TMO)(서울, 경기, 강원) - 제2철도수송지원대(중령) - 권역별 수송지원반(TMO)(부산, 울산, 경남, 대구, 경북) - 제3철도수송지원대(중령) - 권역별 수송지원반(TMO)(대전, 세종, 충남, 충북, 광주, 전남, 전북) - 전장이동통제대(중령) - 호송대대(중령) - 연합수송이동본부 (전시) |  |

## 참고
- 백기인 (2014년 2월 20일). “국군수송사령부 창설”. 국가기록원. 2016년 3월 26일에 확인함.
- “국군수송사령부령”. 국가법령정보센터. 2017년 9월 5일. 2023년 7월 15일에 확인함.